# Скатуве
Это — статья о театре «Скатуве» в Москве, в Википедии есть статья об одноимённом театре в Риге.
Ска́туве (латыш. Skatuve — сцена) — латышский государственный театр (1932—1937) в Москве. Первоначально театр-студия (1919—1932).

## История театра
В 1919 году в Москве в помещении латышского просветительского общества «Прометей» одним из учеников Е. Б. Вахтангова — актёром и режиссёром Освальдом Федоровичем Глазуновым (известным также как Освалд Глазнек (Глазниек) латыш. Osvalds Glāznieks (Glazunovs) (1891—1947)) был основан театр-студия «Скатуве». С 1921 года по воскресеньям регулярно давались открытые спектакли, в которых участвовали окончившие студию и учащиеся старших групп. В 1924 году состоялся первый выпуск студии. В 1930 году театр-студия «Скатуве» выступала на 1-й Всесоюзной олимпиаде национальных театров со спектаклями «Пан» Лерберга и «Разлом».
В 1932 году театр-студия был реорганизован в латышский государственный театр «Скатуве». В этом же году в связи с популярностью театра и его статусом «государственного» в труппу вошла звезда немого кино Мария Лейко, работавшая до этого в Германии. Ведущими артистами также были Я. Балтаус, Р. Банцан, Э. Мишке и др.
Наибольшим успехом у публики и критики пользовались спектакли: «Разлом» (1927); «Вей, ветерок!» Райниса (1932), «После бала» Погодина (1934), «Авантюра» Апина и Йокума (1935), «Волки» Эйдемана (1935).
Театр находился по адресу: Москва, Страстной бульвар, дом 8, в помещении бывшего кинотеатра «Фурор». Ныне в этом здании — Библиотека № 5 им. А. П. Чехова.

## Закрытие театра и расстрел труппы
Последний спектакль был показан в театре 8 ноября 1937 года. На сцену вышли одни женщины, так как все мужчины из труппы театра были арестованы НКВД. Через несколько дней женщин тоже арестовали.
27 декабря 1937 года руководство Москвы на основании «нецелесообразности» существования латышского театра в Москве распорядилось его закрыть. К тому времени на свободе не осталось ни одного работника театра, они обвинялись в участии в «латышской националистической фашистской организации».
3 февраля 1938 года артисты и работники театра были расстреляны на Бутовском полигоне НКВД под Москвой в числе 229 латышей, расстрелянных в тот день. Основатель и режиссёр театра Освальд Глазунов (Глазниекс) избежал ареста, поскольку он был в составе труппы Театра им. Вахтангова. Позднее Глазунов, осуждённый во время войны за сотрудничество с немцами, погиб в лагере в 1947 году.

## Увековечение памяти артистов театра
Расстрелянные артисты, в том числе звезда немого кино Мария Лейко, покоятся на Бутовском полигоне в непомеченных групповых захоронениях.

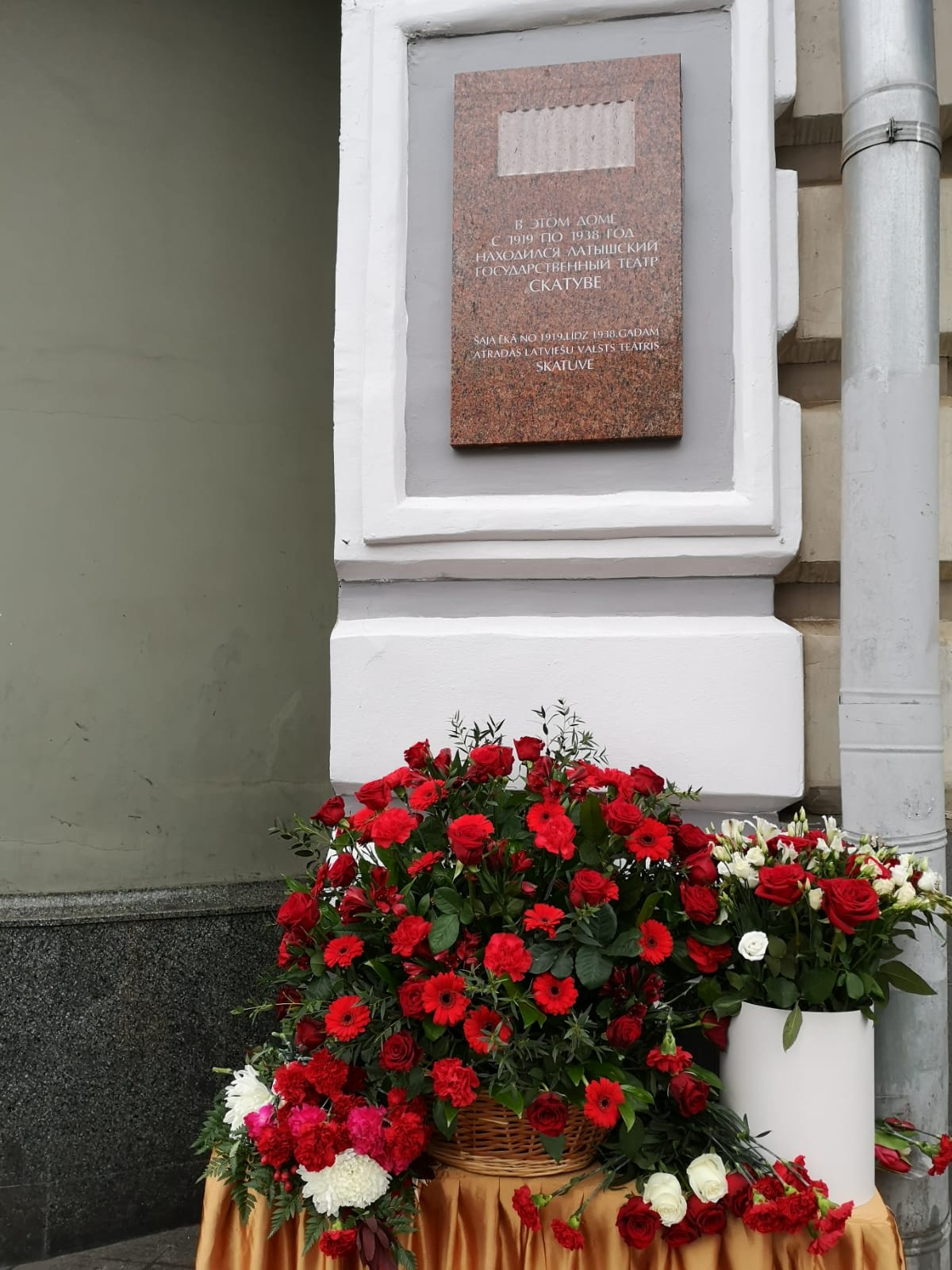
Памятная доска Латвийскому государственному театру «Скатуве» была разработана и установлена Посольством Латвийской Республики в Российской Федерации.

В 2002 году Общество латышской культуры в Москве пыталось установить памятную доску возле бывшего театрального здания, но их усилия не увенчались успехом, потому что власти российской столицы этого не допустили.
В свою очередь, в 2019 году с большими усилиями посольства Латвии в России удалось найти поддержку Московской Городской Думы, чтобы увековечить память о театре. 6 марта 2020 года Чрезвычайный и Полномочный Посол Латвийской Республики в Российской Федерации Марис Риекстиньш вместе с представителями Московской Городской Думы открыли памятную доску Латвийскому государственному театру «Скатуве» на Страстном бульваре 8, Москва.
Мемориальная доска была разработана художником Янисом Струпулисом.
3 февраля 2024 года в Рижском русском театре имени Михаила Чехова прошла премьера спектакля "Skatuve В ОГНЕ" в постановке Лауры Грозы.

## Список работников театра[6]

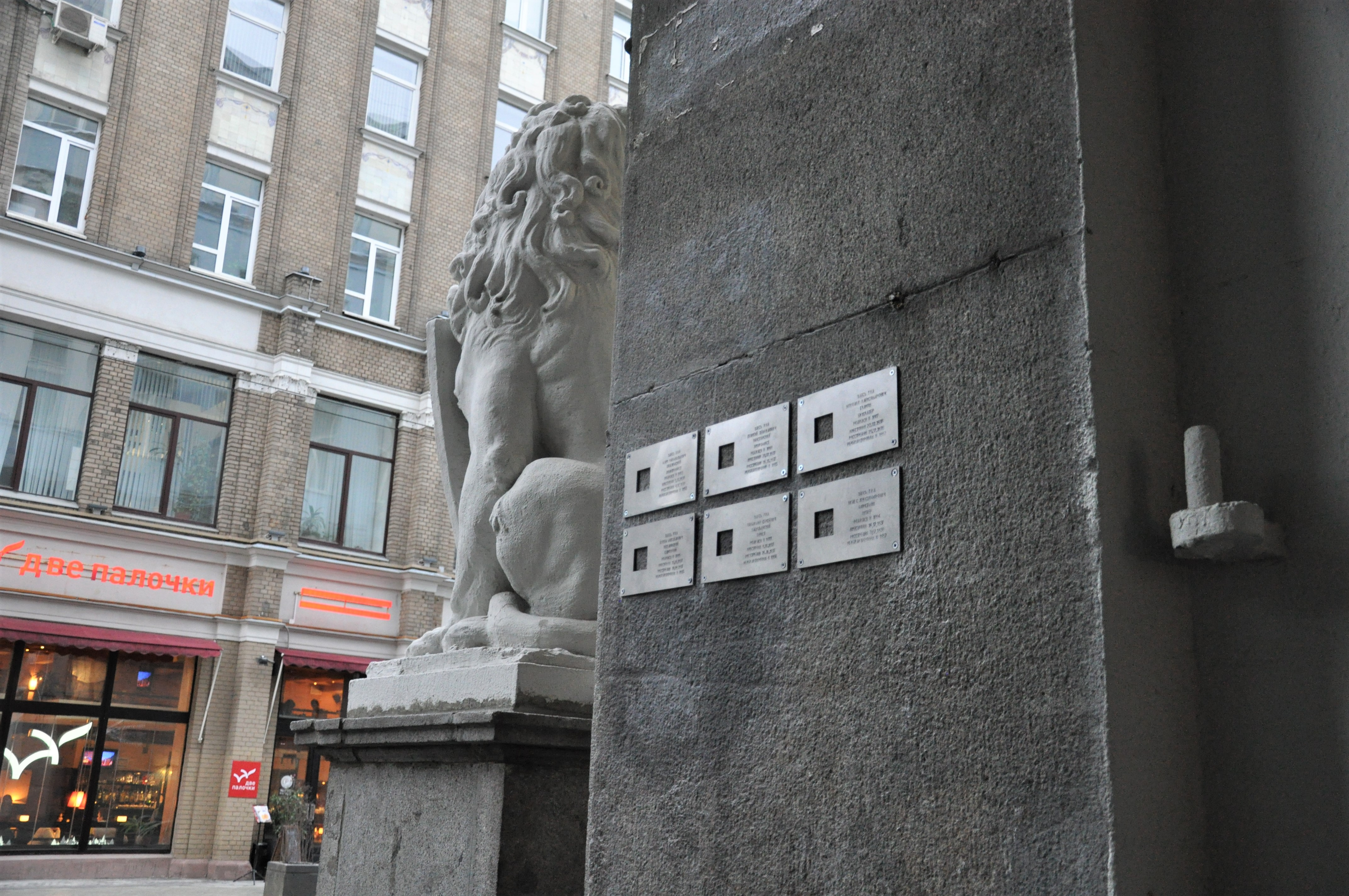
Последний адрес на доме, в котором жил Вилис Форстман

- Банцан Роберт Фрицевич (расстрелян 03.02.1938 г.) — директор латышского театра;
- Ванадзин Адольф Яковлевич (расстрелян 03.02.1938 г.) — режиссёр и актёр театра;
- Крумин Карл Янович (расстрелян 03.02.1938 г.) — режиссёр театра;
- Балодис Ирма Ивановна (расстреляна 03.02.1938 г.) — актриса;
- Зудраг Зельма Павловна (расстреляна 03.02.1938 г.) — актриса;
- Берзинь Лидия Семеновна (расстреляна 03.02.1938 г.) — актриса;
- Калнина Марта Яновна (расстреляна 03.02.1938 г.) — актриса;
- Боксберг Зельма Вильгельмовна (расстреляна 03.02.1938 г.) — актриса;
- Лейко Мария Карловна (расстреляна 03.02.1938 г.) — актриса;
- Принц Матильда Андреевна (07.04.1938 г.) — за связь с актёрами;
- Балтаус Ян Янович (расстрелян 03.02.1938 г.) — актёр;
- Балтаус Карл Янович (расстрелян 03.02.1938 г.) — актёр;
- Круминь Август Давыдович (расстрелян 03.02.1938 г.) — актёр;
- Балтгалов Владимир Матвеевич (расстрелян 28.02.1938 г.) — актёр;
- Оше Андрей Яковлевич (расстрелян 03.02.1938 г.) — актёр;
- Банцан Рудольф Фрицевич (расстрелян 03.02.1938 г.) — актёр;
- Рейнголдс Прейманис
- Звагул Альберт Яковлевич (расстрелян 05.02.1938 г.) — актёр;
- Фельдман Эрик Фридрихович (расстрелян 26.02.1938 г.) — актёр;
- Зеберг Оскар Оскарович (расстрелян 03.02.1938 г.) — актёр;
- Форстман Вилис Христофорович (расстрелян 03.02.1938 г.) — актёр;
- Цируль Роберт Петрович (расстрелян 03.02.1938 г.) — актёр;
- Зубов Николай Алексеевич (расстрелян 28.02.1938 г.) — хореограф;
- Вейдеман Карл Янович (расстрелян 26.02.1938 г.)
- Рудзит Артур Юрьевич (расстрелян 07.04.1938 г.)
- Лессин Эльфрида Августовна (расстреляна 03.02.1938 г.)
- Ульман Фриц Ансович (расстрелян 03.02.1938 г.)
- Бредерман Роберт Янович (расстрелян 17.05.1938 г.)
- Глазунов Освальд Федорович (погиб в лагере 16.03.1947 г.)
- Амтман Теодор Фрицевич (расстрелян 03.02.1938 г.)
- Андерсон Елизавета Федоровна (расстреляна 03.02.1938 г.)
- Биройс-Шмит Эдуард (расстрелян 04.11.1937 г.)